# Haut-Crêt
Haut-Crêt war vom 12. bis 16. Jahrhundert eine Zisterzienserabtei im Schweizer Kanton Waadt. Heute sind weder von der Abteikirche noch von den Konventsgebäuden Überreste erhalten. Auch die Bezeichnungen Haut Crêt und Hautcrêt sind verbreitet.

## Lage
Die Zisterzienserabtei Haut-Crêt befand sich in der Haute-Broye auf dem Gemeindegebiet von Les Tavernes im Bezirk Oron des Kantons Waadt (seit 1. Januar 2012 Teil der Fusionsgemeinde Oron). Der ehemalige Name lebt im heutigen Weiler Haut Crêt fort, 2 km südsüdwestlich des Bezirkshauptortes Oron-la-Ville und 15 km östlich von Lausanne (Luftlinie). Der Standort der Abtei lag auf 640 m ü. M. westlich des Oberlaufs der Broye, im Molassehügelland des höheren Waadtländer Mittellandes.

## Geschichte
Das Gebiet um Haut-Crêt gehörte im 12. Jahrhundert den Bischöfen von Lausanne. Bischof Guy de Maligny schenkte 1134 einen Teil dieses Besitzes dem Abt von Kloster Cherlieu in Frankreich, damit dieser ein Zisterzienserkloster gründe. Schon bald darauf wurde mit der Errichtung der Abtei Haut-Crêt begonnen. Noch vor der eigentlichen Einweisung der Mönche am 14. März 1143 erhielt die Abtei von reichen Adelsfamilien der benachbarten Gebiete zahlreiche Güter geschenkt. Deshalb hatte sie schon kurz nach ihrer Gründung ein ansehnliches Besitztum, zu dem unter anderem die Kirchen von Châtillens, Palézieux und Oron gehörten. Zum Abteigut zählten auch die Hänge des Dézaley im Lavaux, an denen Weinbau betrieben wurde.
Die Mönche von Haut-Crêt rodeten das zu jener Zeit dicht bewaldete Gebiet zwischen der oberen Broye und dem Jorat, machten das Land urbar und förderten seine Besiedlung. In einer Bulle stellte Papst Alexander III. die Zisterzienserabtei am 4. November 1179 unter seinen Schutz. Das Kloster wurde zu dieser Zeit Altacrista genannt, nach den lateinischen Wörtern alta crista (hoher Grat). Von 1228 ist der Name Abbatia de Alcrest und später Altocresth überliefert.
Vor der Abtei Haut-Crêt wurde 1342 ein Gasthaus errichtet, um das sich später die Siedlung Les Tavernes entwickelte. Bis zum 15. Jahrhundert stieg die Bedeutung des Zisterzienserklosters kontinuierlich an. Mit der Plünderung durch die Eidgenossen im Jahr 1476 (während der Burgunderkriege) setzte jedoch der Niedergang ein. Nach der Eroberung des Waadtlandes durch Bern im Jahr 1536 wurde das Kloster säkularisiert. Die Abteigüter wurden mit der Herrschaft Oron vereinigt, und die neuen Berner Herren richteten in den Konventsgebäuden ein Spital ein. Nachdem die Herrschaft Oron 1557 in eine bernische Vogtei umgewandelt worden war, wurden die Gebäude nicht mehr genutzt, weswegen sie bald verfielen. Das übrig gebliebene Steinmaterial wurde nach und nach abgetragen und für den Bau von Bauernhäusern genutzt.